# Еліот Гіґґінс
Еліот Гіґґінс (англ. Eliot Higgins) (нар. 1979 р.), псевдонім Brown Moses — британський журналіст і блогер, відомий використанням свідчень з відкритих джерел — повідомлень ЗМІ та соціальних мереж — для дослідження справжніх фактів і глибокого аналізу реальних подій, зокрема в ході громадянської війни в Сирії та збиття Боїнга Malaysia Airlines Flight 17. Першим привернув увагу ЗМІ до свідчень про постачання зброї, які містились у завантажених відео сирійського конфлікту.
Кілька топових історій, якими він займався, створили Еліоту Гіґґінсу репутацію серед журналістів, активістів і членів неурядових організацій, що також працювали над сирійським конфліктом. Серед дослідників, які працювали над матеріалами з відкритих джерел, він здобув авторитет лідера та методолога, чия робота дала чудові результати.
Входить до Міжнародної групи цивільних журналістів Bellingcat, яка досліджує збиття Боїнга 777 біля Донецька.

## Bellingcat
15 липня 2014 Гіґґінс розпочав новий проєкт під назвою Bellingcat, у рамках якого розслідує поточні події, використовуючи інформацію з відкритих джерел, таких як відео, карти та фотографії. Його запуск був профінансований кампанією на Kickstarter. Улітку 2014 до команди Bellingcat входили Гіґґінс та восьмеро добровольців, а наприкінці 2015 команда нараховувала 14 волонтерів-дослідників з усього світу та координувала свою діяльність на платформі Slack (корпоративний месенджер).
Одним з найважливіших проектів Bellingcat є дослідження рейсу Malaysia Airlines Flight 17 в Україні. Групою Bellingcat встановлено, що зенітно-ракетний комплекс «Бук», яким було збито літак, входив до складу 53-ї зенітно-ракетної бригади, що базується в місті Курську.
31 травня 2015 група Bellingcat випустила доповідь про фальсифікації російським Міністерством оборони супутникових фотографій, на яких зафіксовано розташування українських ЗРК «Бук».
Групою Bellingcat також встановлено факти обстрілів українських військ з російської території., як зі ствольної, так і з реактивної артилерії, зокрема, БМ-21 «Град»
Сайт групи Bellingcat опублікував 23 лютого 2016 року новий звіт, у якому назвав підозрюваних в атаці на МН-17, котрі могли бути причетні до катастрофи малайзійського «Боїнга», збитого 17 липня 2014 року в Донецькій області.
21 грудня 2016 року Bellingcat оприлюднив продовження розслідування, яке аналізує використання російською армією артилерії влітку 2014 стосовно обстрілів українських населених пунктів з російської території.